# Giuseppe Capotondi

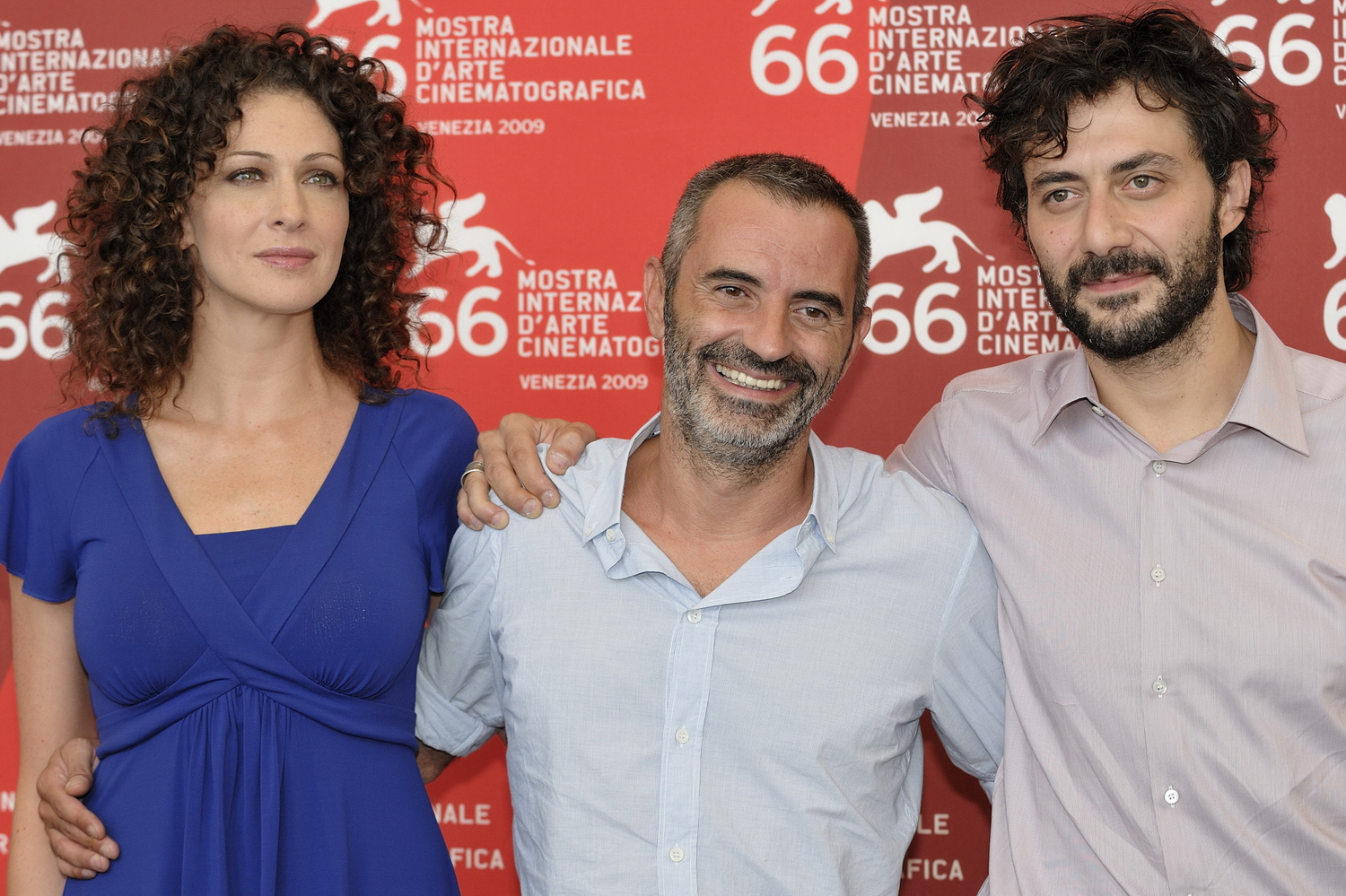
Giuseppe Capotondi (2009, Mitte)

Giuseppe Capotondi (* 1968 in Corinaldo, Provinz Ancona, Region Marken, Italien) ist ein italienischer Regisseur von Musikvideos und Werbefilmen. 2008 inszenierte er mit Die doppelte Stunde seinen ersten Langspielfilm. Im Anschluss war er als Regisseur an verschiedenen Fernsehserien beteiligt, zuletzt 2017 an Suburra: Blood on Rome.

## Werke
Musikvideos
Capotondi hat bis heute (2011) über zwanzig Musikvideos für Musiker und Bands produziert. Zu den Videos der letzten Jahre gehören:
- Skunk Anansie – Charlie Big Potato und Secretly, beide aus dem Jahre 1999
- Bush – Inflatable, 2002
- Emma Bunton – I'll Be There, 2003
- Amy Studt – Under the Thumb, 2003
- Kelis mit André 3000 – Millionaire, 2004
- Skin – Lost, 2005
- Natalie Imbruglia – Counting down the Days, 2005
- Ms. Dynamite – Judgement Day, 2005
- Keane – Crystal Ball und Nothing in My Way, beide 2006

Werbefilme
- BMW/Mini
- Tamoil
- BMW-1er Modellreihe
- Findus (Unternehmen)
- Costa Kreuzfahrten
- Grolsch/Kidnapped

Spielfilme
- 2009: Die doppelte Stunde (La doppia ora). Der Film hatte bei den Internationalen Filmfestspielen von Venedig am 6. November 2009 Premiere. Die männliche Hauptrolle spielt Filippo Timi, die weibliche spielt Xenija Alexandrowna Rappoport.
- 2014: Der junge Inspektor Morse (1 Folge)  TV-Serie
- 2019: The Burnt Orange Heresy

Beim Europäischen Filmpreis 2010 in Tallinn, Estland war La doppia ora in der Kategorie Bester Erstlingsfilm nominiert.